# Sandra Elkasević
Sandra Elkasević (* 21. Juni 1990 als Sandra Perković in Zagreb, SR Kroatien, SFR Jugoslawien) ist eine kroatische Diskuswerferin. Bei den Olympischen Spielen 2012 und 2016 gewann sie jeweils die Goldmedaille, 2013 und 2017 wurde sie Weltmeisterin. In den Jahren 2010, 2012, 2014, 2016, 2018, 2022 und 2024 wurde sie jeweils Europameisterin und ist damit die erste Person, der das siebenmal in einer Disziplin gelang. Zudem gewann sie als einzige Frau die IAAF Diamond League von 2012 bis 2017 sechsmal in Serie. 2011 war sie wegen Dopings gesperrt. 2015 bis 2016 war sie Mitglied des kroatischen Parlaments.

## Biografie
Sie wurde in Zagreb geboren und besuchte dort das Gymnasium. Sie trainiert beim Zagreber Sportklub AK Dinamo-Zrinjevac und hält den kroatischen Rekord im Diskuswurf. Elkasević gewann bei den Jugendweltmeisterschaften 2007 die Silbermedaille hinter Julia Fischer. Auch bei den Junioreneuropameisterschaften im selben Jahr wurde sie Zweite. Im Jahr darauf gewann sie bei den Juniorenweltmeisterschaften Bronze. 2009 wurde sie Junioreneuropameisterin und belegte bei den Weltmeisterschaften den neunten Platz. Bei den Europameisterschaften 2010 in Barcelona war sie mit 20 Jahren die jüngste Finalistin und gewann mit 64,67 m im letzten Versuch Gold.
Am 4. Juni 2011 erzielte Elkasević in Varaždin (Kroatien) ihre persönliche Bestleistung mit einer Weite von 69,99 m, so weit hatte seit zwölf Jahren keine Werferin in der Welt mehr geworfen. Ende Juni wurde jedoch bekannt, dass Elkasević bei Dopingkontrollen im Vormonat beim Shanghai Golden Grand Prix und bei der Golden Gala in Rom positiv auf die verbotene Substanz Methylhexanamin getestet worden war. Sie bestritt zwar nicht den Befund, wohl aber die wissentliche Einnahme der Substanz. Sie wurde für sechs Monate gesperrt und die Bestleistung gestrichen.
Bei den Europameisterschaften 2012 in Helsinki konnte sie ihren Titel mit 67,62 m verteidigen und gewann erneut Gold.
Kurz darauf gewann sie bei den Olympischen Spielen in London mit persönlicher Bestleistung von 69,11 m Gold.
Im Jahr 2013 war der Diskuswettbewerb der Frauen von ihrer Dominanz geprägt. Bei den Weltmeisterschaften 2013 in Moskau wurde sie mit einer Weite von 67,99 m Weltmeisterin. Am Jahresende stammten die fünf weitesten Würfe von Elkasević, zudem musste sie bis zum 3. September keine einzige Niederlage einstecken.
Am 1. März 2014 warf sie im kroatischen Split 70,51 m, was nicht nur eine persönliche Bestleistung, sondern auch den weitesten Wurf seit 21 Jahren bedeutete. Einen Zentimeter weiter warf sie zwei Monate darauf in Shanghai. Bei den Europameisterschaften in Zürich erhöhte sie die Bestweite auf 71,08 m, was gleichzeitig den dritten Titelgewinn in Folge bei Europameisterschaften bedeutete. Die Weite war ebenfalls Landesrekord. Bei den Weltmeisterschaften 2015 in Peking gewann sie hinter der Kubanerin Denia Caballero die Silbermedaille. Wie in den drei Jahren zuvor wurde Elkasević 2015 Siegerin des IAAF Diamond Race.
Bei den Olympischen Spielen 2016 in Rio de Janeiro startete sie im Wettkampf mit zwei ungültigen Versuchen, warf dann aber im dritten Versuch mit 69,21 m eine Weite, mit der sie sich nicht nur für das Finale der besten acht Werferinnen qualifizierte, sondern auch in Führung ging. Zwar waren auch die drei Würfe im Finale ungültig, da aber keine der anderen sieben Finalteilnehmerinnen an ihr Ergebnis herankamen, gelang ihr die Wiederholung ihres Erfolges von London 2012. Sie ist damit nach Evelin Jahl die zweite Diskuswurfolympiasiegerin, die ihren Titel bei Olympischen Spielen verteidigen konnte.
Im Jahr 2017 stellte sie in Bellinzona einen neuen Landesrekord mit 71,41 m auf. Obwohl dieser Wurf damit auf der Rangliste der weitesten Würfe aller Zeiten damals nur auf Platz 74 landete, war es immerhin der weiteste seit 1992 überhaupt. Bei den Weltmeisterschaften 2017 in London gewann Elkasević mit einer Weite von 70,31 m die Goldmedaille.
Bei den Europameisterschaften 2018 in Berlin wurde sie mit 67,62 m zum fünften Mal in Folge Europameisterin. In der IAAF Diamond League wurde Elkasević nach sechs Triumphen in Folge zwischen 2012 und 2017 von Yaimé Pérez besiegt. Ihre sechs Siege in Folge sind Rekord bei den Frauen, sechs Gesamtsiege schaffte auch Caterine Ibargüen, allerdings in zwei Disziplinen.
Während der Eröffnungsfeier der Olympischen Sommerspiele 2020 war sie, gemeinsam mit dem Schützen Josip Glasnović, die Fahnenträgerin ihrer Nation.
Bei den Europameisterschaften 2024 in Rom holte sie beim Diskuswurf mit 67,04 m ihren siebten EM-Sieg in Serie und stellte damit einen Rekord auf für die längste EM-Siegesserie.
Bei den Olympischen Spielen 2024 in Paris warf die Athletin 67,51 m und gewann damit die Bronzemedaille hinter der Chinesin Feng Bin (Silber) und der Amerikanerin Valarie Allman (Gold).

## Politische Tätigkeit
Bei den kroatischen Parlamentswahlen 2015 war sie Kandidatin im zweiten Wahlkreis für Rada i solidarnosti, die neue Partei des Bürgermeisters von Zagreb, Milan Bandić. Die Partei überwand im Wahlkreis die 5-%-Hürde, welches ein Mandat mit sich brachte. Da der Listenführer Bandić auf das Mandat verzichtete, rückte Elkasević noch vor der konstituierenden Sitzung nach und war damit eine von zwei Abgeordneten ihres Wahlbündnisses. Ihre Amtszeit endete, als sich das kroatische Parlament im Juli 2016 selbst auflöste und Neuwahlen ausgerufen wurden.

## Internationale Ergebnisse
2007
- Jugendweltmeisterschaften in Ostrava – 2. (51,25 m)
- Junioreneuropameisterschaften in Hengelo – 2. (55,42 m)

2008
- Juniorenweltmeisterschaften in Bydgoszcz – 3. (54,24 m)

2009
- Junioreneuropameisterschaften in Novi Sad – 1. (62,44 m)
- Weltmeisterschaften in Berlin – 9. (60,77 m)

2010
- Europameisterschaften in Barcelona – 1. (64,67 m)

2012
- Europameisterschaften in Helsinki – 1. (67,62 m)
- Olympische Spiele in London – 1. (69,11 m)

2013
- Weltmeisterschaften in Moskau – 1. (67,99 m)

2014
- Europameisterschaften in Zürich – 1. (71,08 m)

2015
- Weltmeisterschaften in Peking – 2. (67,39 m)

2016
- Europameisterschaften in Amsterdam – 1. (69,97 m)
- Olympische Spiele in Rio de Janeiro – 1. (69,21 m)

2017
- Weltmeisterschaften in London – 1. (70,31 m)

2018
- Europameisterschaften in Berlin – 1. (67,62 m)

2019
- Weltmeisterschaften in Doha – 3. (66,72 m)

2021
- Olympische Spiele in Tokio – 4. (65,04 m)

2022
- Weltmeisterschaften in Eugene – 2. (68,45 m)
- Europameisterschaften in München – 1. (67,95 m)

2023
- Weltmeisterschaften in Budapest – 5. (66,57 m)

2024
- Europameisterschaften in Rom – 1. (67,04 m)

## Privates
Elkasević heiratete an Silvester 2023 ihren Trainer Edis Elkasević.